# كزافييه مارشال
كزافييه مارشال (27 مارس 1986 في جامايكا - ) (بالإنجليزية: Xavier Marshall)‏ هو لاعب كريكت جامايكي. شارك مع منتخب الهند الغربية للكريكت ومنتخب جامايكا الوطني للكريكت.

## وصلات خارجية
- كزافييه مارشال على موقع إي آس بي آن كريك إنفو (الإنجليزية)